# 학여울역
학여울역(鶴여울驛, Hangnyeoul station, 표준발음; 항녀울력)은 서울특별시 강남구 대치동에 있는 수도권 전철 3호선의 지하철역이다. 양재천 하저터널로 대청역과 연결된다.

## 개요
인근에 있는 서울무역전시컨벤션센터를 위해 건설되었기 때문에 출구는 서울무역전시컨벤션센터 방향으로 단 하나만 있다. 출구가 단 한 개인 이유는 상수도와 가스관이 많아 추가로 뚫지 못했으며, 수요를 고려하였기 때문이라고 하나, 인근 주민들 간의 이해 관계가 얽혔기 때문이라는 의견도 있다.

## 역명 유래
| Daedongyeojido (Gyujanggak) 13-04.jpg |  |
|                                       |  |

이 곳의 지명은 대동여지도에 학탄(鶴灘)이라고 기재되어 있었으며, 이 ‘탄’(灘)을 한글로 푼 학여울이라는 지명을 역명으로 사용하였다. 공시적으로 ‘학여울’은 ‘학’과 ‘여울’의 합성어로 분석되며, 두 단어 사이에 ㄴ이 첨가되면서 ‘학’의 ㄱ 받침이 ㄴ의 영향을 받아 ㅇ으로 바뀌기 때문에, 역명의 표준어 발음은 [하겨울력]이 아닌 [항녀울력]이다. 따라서 로마자 표기도 'Hangnyeoul'로 되어 있다. 이는 색연필의 표준어 발음이 [새견필]이 아닌 [생년필]인 것과 똑같은 원리이다.

## 역사
- 1993년 10월 30일 : 서울 지하철 3호선 양재역 ~ 수서역 구간 개통과 함께 영업 개시

## 역 구조
2면 2선의 상대식 승강장이며, 승강장에 스크린도어가 설치되어 있다. 출구는 1개가 있다.

### 승강장
| 대치 ↑ |
| \| 상  |
| ↓ 대청 |

| 상행 | ● 수도권 전철 3호선 | 도곡 · 교대 · 충무로 · 대화 방면 |
| 하행 | ● 수도권 전철 3호선 | 대청 · 일원 · 수서 · 오금 방면   |

## 역 주변
- 미도아파트
- 쌍용아파트
- 은마아파트
- 우성아파트
- 서울무역전시컨벤션센터
- 한국가스안전공사
- ● 수도권 전철 수인·분당선 대모산입구역
- ● 서울 지하철 2호선 삼성역
- SETEC 전시장

## 사진

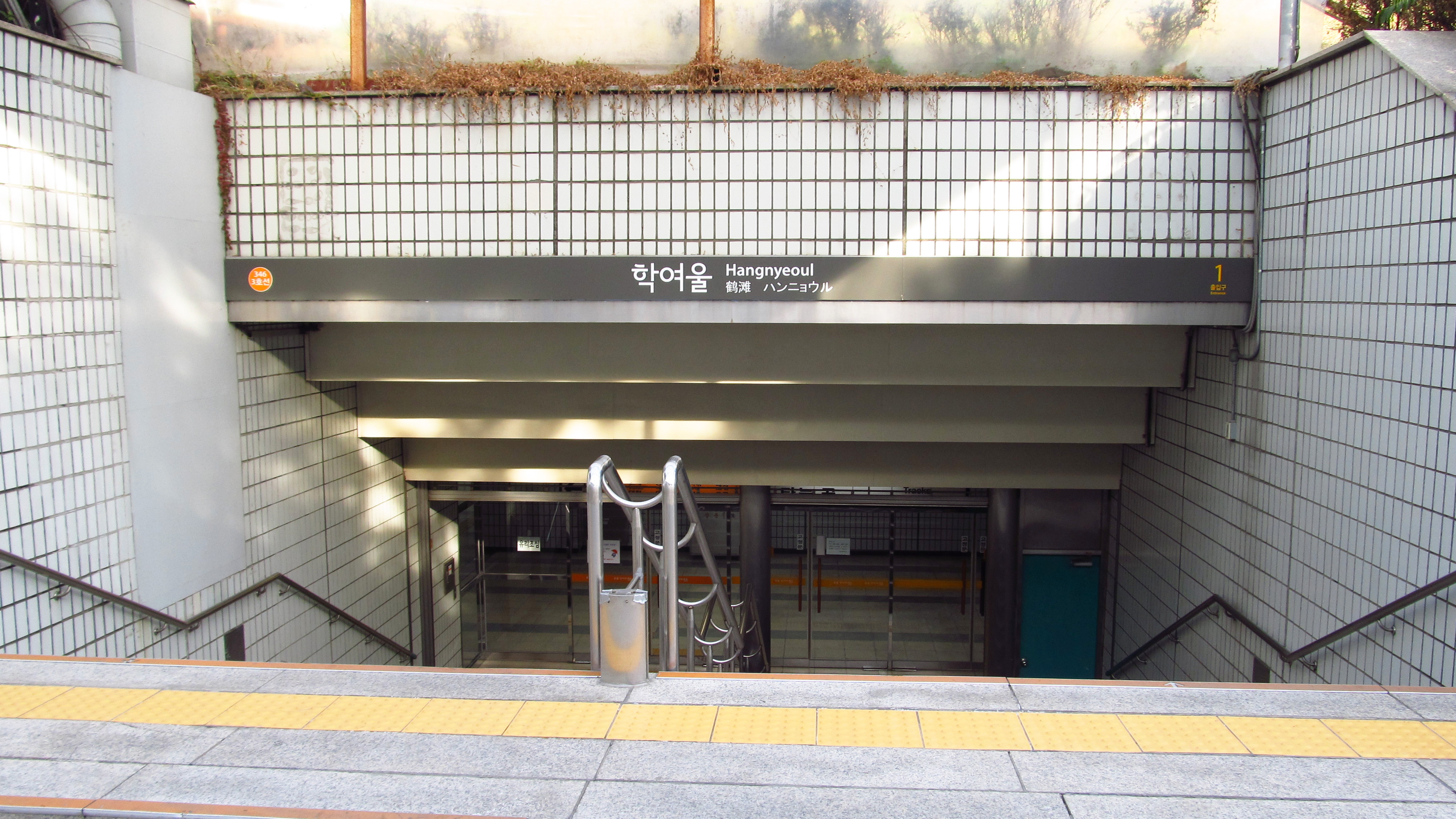
1번 출입구(2018년 11월)

## 이용객 변동
| 노선  | 노선   | 일평균 인원수 (명/일) | 일평균 인원수 (명/일) | 일평균 인원수 (명/일) | 일평균 인원수 (명/일) | 일평균 인원수 (명/일) | 일평균 인원수 (명/일) | 일평균 인원수 (명/일) | 일평균 인원수 (명/일) | 일평균 인원수 (명/일) | 일평균 인원수 (명/일) | 각주  |
| 노선  | 노선   | 2000년                | 2001년                | 2002년                | 2003년                | 2004년                | 2005년                | 2006년                | 2007년                | 2008년                | 2009년                | 각주  |
| ----- | ------ | --------------------- | --------------------- | --------------------- | --------------------- | --------------------- | --------------------- | --------------------- | --------------------- | --------------------- | --------------------- | ----- |
| 3호선 | 승차   | 3,018                 | 3,396                 | 3,383                 | 3,472                 | 3,089                 | 2,799                 | 2,962                 | 3,025                 | 3,039                 | 2,758                 | [ 3 ] |
| 3호선 | 하차   | 2,857                 | 3,264                 | 3,319                 | 3,436                 | 3,018                 | 2,722                 | 2,915                 | 3,014                 | 3,060                 | 2,759                 | [ 3 ] |
| 3호선 | 승하차 | 5,875                 | 6,660                 | 6,702                 | 6,908                 | 6,107                 | 5,521                 | 5,877                 | 6,038                 | 6,099                 | 5,517                 | [ 3 ] |
| 노선  | 노선   | 2010년                | 2011년                | 2012년                | 2013년                | 2014년                | 2015년                | 2016년                | 2017년                | 2018년                |                       | [ 3 ] |
| 3호선 | 승차   | 2,995                 | 2,963                 | 3,020                 | 3,096                 | 3,171                 | 3,219                 | 3,200                 | 3,007                 | 2,790                 |                       | [ 3 ] |
| 3호선 | 하차   | 3,020                 | 3,014                 | 3,044                 | 3,165                 | 3,245                 | 3,309                 | 3,293                 | 3,091                 | 2,863                 |                       | [ 3 ] |
| 3호선 | 승하차 | 6,015                 | 5,977                 | 6,064                 | 6,261                 | 6,416                 | 6,528                 | 6,493                 | 6,098                 | 5,653                 |                       | [ 3 ] |

## 인접한 역
| 서울 지하철 3호선  | 서울 지하철 3호선   | 서울 지하철 3호선  |
| ------------------ | ------------------- | ------------------ |
| 345 대치 대화 방면 | ● 수도권 전철 3호선 | 347 대청 오금 방면 |